# The Laptop Diaries
The Laptop Diaries är sångerskan Sophia Somajos första studioalbum, släppt den 24 september 2008.

## Låtlista[1]
1. The Laptop Diaries
2. Stockholm Calling
3. Girls Like Me
4. Warm Blooded Murder - My Loss
5. Game Over Gambler
6. I-rony
7. Somebody New (feat. Juvelen) - Dry Eye For The Guy
8. Fighters
9. Cinnamon Curl - Beg n' Crawl
10. The Proposition - Elevator Dialouge
11. Stepmonster
12. So-mojo

## Recensioner[2]
- Göteborgsposten  länk[död länk]
- Helsingborgs Dagblad  länk
- Dagens Nyheter  länk
- Dagens Skiva (7/10) länk
- Dalarnas Tidningar  länk[död länk]
- Kristianstadsbladet  länk
- Metro  länk
- Sundsvalls Tidning  länk[död länk]
- Svenska Dagbladet (4/6) länk
- Sydsvenskan  länk[död länk]
- Aftonbladet  länk
- Stockholm City  länk